# Reaktivní porucha příchylnosti
Reaktivní porucha příchylnosti (desinhibovaná příchylnost v dětství, anglicky reactive attachment disorder, RAD) patří podle klasifikace MKN-10 mezi poruchy sociálních funkcí následkem narušení rané citové vazby k pečující osobě. Poprvé byla popsána ve třetím vydání Diagnostického a statistického manuálu mentálních poruch (DSM-III) v roce 1980. Vzniká v raném dětství a projevuje se v oblasti sociálních vztahů zejména nedostatečnou emoční reaktivitou, popřípadě bázlivými, agresivními nebo ambivalentními projevy v chování. Týká se jak vztahu s osobami, které o dítě pečují, tak jeho vztahů s vrstevníky. Někdy může mít i fyzické dopady jako je zpomalený tělesný růst, negativně ovlivněn může být také vývoj řeči. Vzniká pravděpodobně následkem nedostatečné péče, neadekvátních výchovných postupů, zanedbávání popřípadě zneužívání ze stran pečujících osob.

## Vznik
Porucha vzniká specificky během prvních pěti let života dítěte. Pravděpodobnost výskytu nějaké formy poruchy chování zvyšují následující faktory: nefunkční rodinné prostředí, sociálně nepřizpůsobivé chování rodičů a prostředí ohrožené sociálním vyloučením. Pro sociální prostředí specificky u reaktivní poruchy příchylností jsou nepříznivé ekonomické a sociální proměny, dysfunkční rodinné prostředí jako např. neúplná rodina, špatná komunikace, atd. Mnohdy se jedná o děti nechtěné nebo neplánované (Ptáček, 2006). Riziko vzniku této poruchy zvyšuje ignorování emočních a psychických potřeb dítěte ze strany pečující osoby, sociální zanedbávání nebo deprivace. Také časté změny primárních pečujících osob,  které znemožňují navázání stabilní bezpečné citové vazby (Mikic a Terradas, 2014). DSM-V (2013) pak uvádí narušení sociálních vztahů následkem trvalého zanedbávání či zneužívání ze strany opatrovníka dítěte jako jeden z nejzákladnějších rysů poruchy. Nepříznivé podmínky a špatné sociální vztahy v dětství mohou, i když ne nutně, zvyšovat riziko pozdějšího antisociálního chování (cit. podle Fowler a Scott, 2014)

## Projevy
Pro děti je typická neschopnost udržovat si stabilní citové a sociální vztahy, omezená sociální interakce a neschopnost navázání blízkého a důvěrného vztahu ať už k pečujícím osobám, nebo k vrstevníkům a vychovatelům. Vůči pečujícím osobám a rodinným příslušníkům bývají děti často emočně uzavřené nebo vyjadřují ambivalentní či hostilní pocity. Málokdy vůči nim projevují pozitivní emoce. I v případě vystavení stresové situaci u nich málokdy hledají ochranu či pohodlí. Porucha se tedy projevuje v nejrůznějších sociálních prostředích obecně sníženou mírou prosociálního chování (Ptáček, 2006). Existují dva základní typy této poruchy: utlumený (inhibited) a neutlumený (disinhibited) typ. Neutlumený typ této poruchy se vyznačuje neschopností rozlišovat v sociálním kontaktu mezi pečující osobou a cizincem. Děti s tímto typem nejsou ke svým pečujícím osobám citově připoutány a mohou projevovat důvěru k cizím osobám, popřípadě vyhledávat jejich blízkost a pozornost (Fowler a Scott, 2014). Utlumený typ je typický zvýšenou mírou ostražitosti a nedůvěry během sociálních interakcí. Typické jsou ambivalentní emoční reakce. I při interakci s dobře známou pečující osobou se u těchto dětí může objevovat nevysvětlitelná podrážděnost, smutek či strach (Mikic a Terradas, 2014).

## Diagnostika a terapie
Abychom obecně mohli hovořit o poruše chování, musejí projevy přetrvávat alespoň po dobu šesti měsíců. Výskyt příznaků sám o sobě neumí znamenat přítomnost poruchy, ale mohou se objevit jako reakce na stresové situace, ve kterých se dítě nedokáže adaptovat, uniknout z nich, ani se v nich orientovat. Nutno také upozornit, že výskyt poruch chování v dětství nemusí znamenat doživotní zatížení. Velký vliv zde totiž hraje prostředí, ve kterém dítě žije, zvláště pak jeho sociální zázemí (Ptáček, 2006). Jako hlavní diagnostické vodítko se v Evropě používá  MKN-10. Při hodnocení chování je důraz kladen především na agresivitu vůči druhým osobám/zvířatům, úmyslné poškozování věcí, úmyslné porušování pravidel, lhaní, nepoctivost a vyhýbání se důsledkům chování. Pro stanovení diagnózy se musí vyskytovat alespoň dva výše uvedené projevy přetrvávající po dobu alespoň šesti měsíců (Ptáček, 2006). Výskyt reaktivní poruchy příchylnosti v populaci je některými výzkumníky odhadován zhruba kolem jednoho procenta. DSM-V uvádí pouze, že se jedná o poruchu velmi neobvyklou (Fowler a Scott, 2014). Minnis, Marwick, Arthur, and McLaughlin (2006) dále zjistili, že u dětí, které vyrůstají v ústavní péči, je riziko vyšší než u jejich vrstevníků vyrůstajících v rodinách. Reaktivní poruchu příchylnosti může být těžké odlišit od některých ostatních poruch se vznikem v dětství. Matoucí mohou být nižší intelektové schopnosti, které děti s touto poruchou mohou vykazovat oproti svým vrstevníkům. Porucha je odlišná možným zlepšením symptomů, které u dětí obvykle nastává po přesunutí do podpůrného prostředí, ve kterém je jim poskytnuta adekvátní péče (Fowler a Scott, 2014).
Terapie spočívá v rodinné, režimové a sociální terapii. S přesunem dítěte do podpůrného prostředí dochází obvykle ke zlepšení. Dále existuje více druhů většinou kontroverzních terapií rané citové vazby, které jsou však některými výzkumníky označovány jako nevalidní a dokonče potenciálně nebezpečné. Jde například o terapii znovuzrození (rebirthing), během které se několik terapeutů snaží pomoci dek a polštářů nasimulovat situaci podobné porodu. Holding therapy – spočívající v redukci vzteku a negativních pocitů. Nebo therapeutic parenting, která spočívá v nastavení přísného režimu a kontroly rodičů nad dítětem (Fowler a Scott, 2014).